# Economidichthys trichonis
Economidichthys trichonis là một loài cá thuộc họ Gobiidae. Nó là loài đặc hữu của Hy Lạp. Môi trường sống tự nhiên của chúng là hồ nước ngọt.